# وندجينا

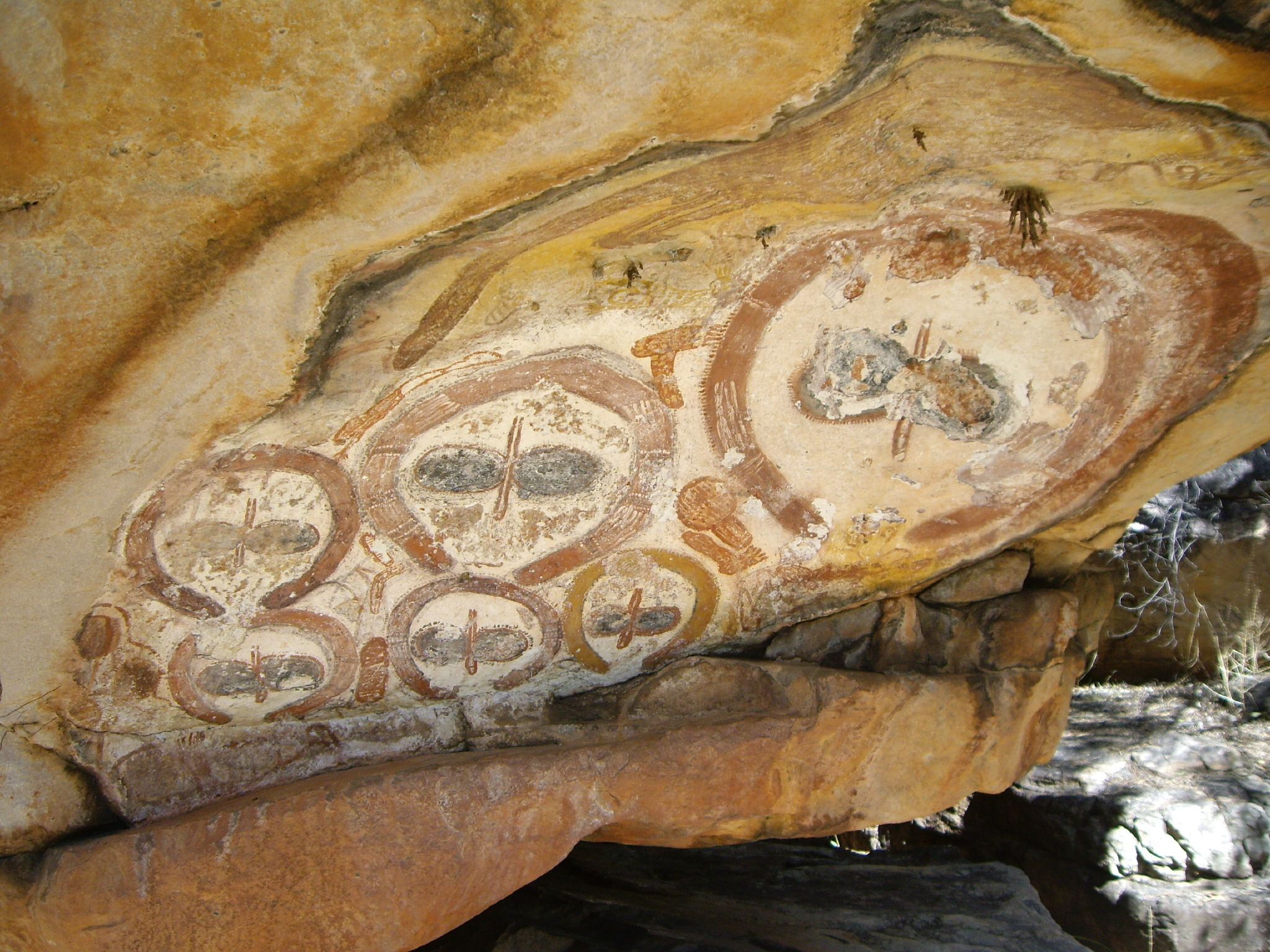
صورة لبعض الفنون الصخرية الأسترالية الأصلية بأسلوب وانجينا، وتقع في منطقة كيمبرلي في غرب أستراليا

وندجینا (بالإنجليزية: Wondjina)‏ الموجودات الأولى، في أساطير استراليا، تظهر في أساطير مختلفة. لاسيما أثناء النوم.. وتستطيع معظم هذه الموجودات أن تتشكل في صور مختلفة فتكون على هيئة رسومات على الصخور، في حين تسكن أرواحها المياه المقدسة، ويضرع المواطنون لهذه الصور المقدسة لتنزل المطر، وتوفر الخصوبة، وعندما يموت شخص ما يرسم جسده على الصخر باللون الأحمر ويوضع في کهف تسكنه هذه الموجودات. أما روحه فهى تهبط في بركة وتنتظر الميلاد من جديد، وتختلف حجم هذه الرسومات من بضعة أقدام إلى ستة عشر قدما.